# Pino Bertelli
Pino Bertelli (* 23. April 1943 in Piombino, Toskana, Italien) ist ein italienischer Fotograf, Filmemacher, Filmproduzent, Filmkritiker und Autor.

## Leben
Bertelli war in den Jahren von 1960 bis 1986 Stahlarbeiter in einem Werk seiner Heimatstadt. Er begann, angeregt durch Pier Paolo Pasolini, den Strukturwandel in Piombino zu fotografieren. Hierbei nahm er sich der Menschen der Stadt an und wurde zum Straßenfotografen. Seit Beginn der 1980er Jahre ist er als Autor bekannt, der sich mit Perioden und Personen der Filmgeschichte befasste. Andere Veröffentlichungen sind Ergebnisse seiner Reisen um das Mittelmeer und nach Afrika.
Im Jahre 2002 wurde er von der Regionalregierung der Toskana beauftragt, unter dem Titel La Toscana del lavoro Menschen an ihrem Arbeitsplatz zu fotografieren und so unter anderem auch den Strukturwandel der Region zu dokumentieren.

## Filme über den Fotografen
- 1993: Jürgen Czwienk: Pino Bertelli. Fotografare con i piedi (Fotografieren mit den Füssen).
- Kurzfilm von Bruno Tramontano: Adoro solo l’oscurita e le ombre.

## Preise und Auszeichnungen
- 2004: Premio Internazionale Orvieto für das beste Reportagenbuch: Chernobyl. Ritratti dall’infanzia contaminata.

## Ausstellungen
- 2007: Mannheim – Porträt einer Stadt im Congresscenter Rosengarten, Mannheim. Katalog.
- 2015: Uomo e Macchina. Arbeit in der Toskana, LWL-Industriemuseum, Hattingen. Katalog.[1]

## Veröffentlichungen
- Jean Vigo 1905–1934. Cinema della rivolta. 1995.
- mit Gianna Ciao Pointer: Marlene Dietrich: Dal taccuino di due disertori dello schermo. TraccEdizioni, Piombino 1994, ISBN 88-7205-078-2.
- Sahrawi. Un popolo esiliato, mit Texten u. a. von Dario Fo. 2001.
- Chernobyl. Ritratti dall’infanzia contaminata. Tracce, Pistoia 2003.
- Burkina Faso. Ritratti dal popolo degli uomini integri. 2005.
- Ladro di cinema. Saggio su Luigi Faccini. 2008.
- Tina Modotti. Sulla fotografia sovversiva. Dalla poetica della rivolta all’etica dell utopia. 2008.
- Volto del Mediterraneo, mit einem Beitrag von Predrag Matvejević. 2009.
- Jean Vigo. Cinema della rivolta e dell'amour fou. 2009.
- Pikiéko. Il villagio che adottò un uomo. Burkina Faso. 2010.
- in Vorbereitung: Uomo e Macchina. Mensch und Maschine: Pino Bertelli unterwegs in der Toskana. Klartext, Essen 2015, ISBN 978-3-8375-1413-1.